# Wayne Gardner
Wayne Michael Gardner OAM (Wollongong, 11 de outubro de 1959) é um ex-motociclista australiano. Ele foi o primeiro  australiano a ser campeão do mundial de 500cc em 1987.